# سعید محمد جعفر
سعید محمد جعفر (انگلیسی: Said Mohamed Jaffar; ۱۴ آوریل ۱۹۱۸ – ۲۲ اکتبر ۱۹۹۳) سیاستمدار اهل اتحاد قمر بود. وی از ۳ اوت ۱۹۷۵ تا ۳ ژانویه ۱۹۷۶ رئیس‌جمهور این کشور بود.
سعید محمد جعفر در ۲۲ اکتبر ۱۹۹۳، در سن ۷۵ سالگی درگذشت.